# Piast Viola magyar királyné
Piast Viola (1287/1291 – 1317. szeptember 21.) vagy más néven Tescheni Viola Erzsébet, csehül: Viola Těšínská, lengyelül: Wiola Elżbieta cieszyńska, tescheni hercegnő, házassága révén magyar, cseh és lengyel királyné. Magyarország királynéja hivatalosan csak négy napig lehetett, mert férje, Vencel a házasságkötésük után négy nappal lemondott a magyar trónról. Piast Mária magyar királyné elsőfokú unokatestvére. A Piast-ház tagja.

## Élete

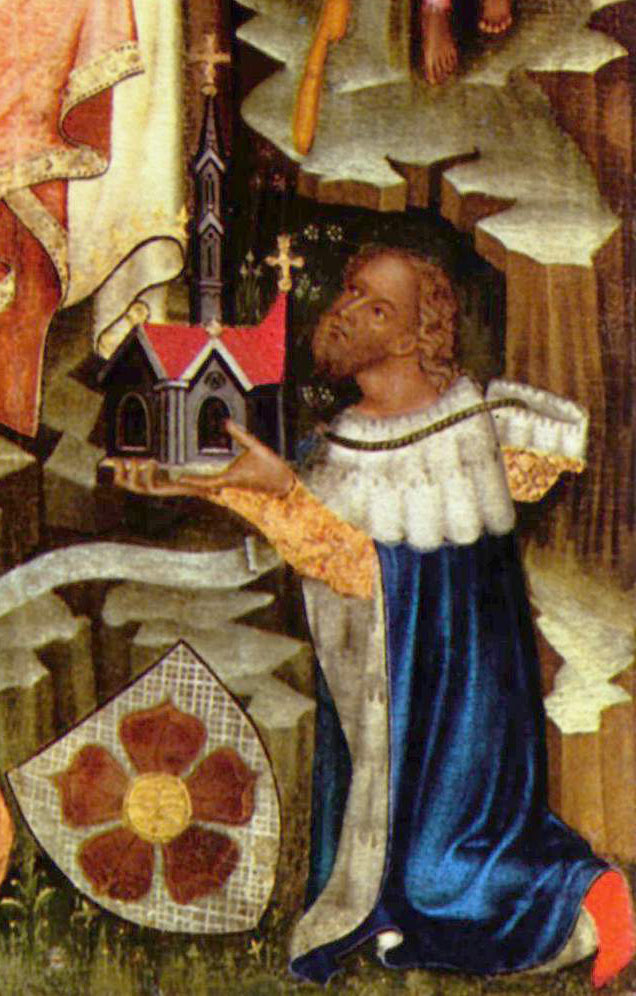
Viola második férje, Rosenberg Péter gróf, a Hohenfurthi oltár mesterének az alkotása, XIV. század

Apja I. Mieszko (1252/56–1314/15) tescheni herceg, édesanyja ismeretlen nevű és származású nő (–1303 körül). Apja révén elsőfokú unokatestvére volt I. (Anjou) Károly (Róbert) magyar király második felesége, Piast Mária, II. Kázmérnak, Beuthen (Bytom) hercegének a lánya. II. Kázmér Viola apjának volt az öccse.
I./III. (Přemysl) Vencel (László) magyar és cseh király miután felmondta eljegyzését III. András magyar király lányával, Erzsébet hercegnővel, 1305. október 5-én Prágában feleségül vette Viola tescheni hercegnőt. Négy nappal később, 1305. október 9-én pedig Vencel lemondott a magyar trónról, így Viola csak néhány napig nevezhette magát magyar királynénak. Házasságuk azonban nem tartott sokáig, mert a következő évben, 1306. augusztus 4-én Vencelt Olmützben meggyilkolták. Mivel Viola királyné ez idő alatt nem esett teherbe, és nem születtek gyermekeik, így Vencellel férfi ágon kihalt a Přemysl-ház királyi ága.
Viola több mint 10 évig özvegyen élt, mikor 1316-ban Luxemburgi János cseh király feleségül adta főkamarásához, Rosenberg Péter grófhoz, azonban ez a házassága sem tartott sokáig Violának, mert a következő évben, 1317. szeptember 21-én gyermektelenül meghalt. Földi maradványait Vyšší Brodban (németül: Hohenfurth) helyezték végső nyugalomra.